# Wild Poses
Pour plus de détails, voir Fiche technique et Distribution.
Wild Poses est une comédie du cinéma américain de Robert F. McGowan faisant partie de la série Les Petites Canailles (Our Gang), sortie en 1933. Ce film est inscrit au titre de caméo dans la plupart des filmographies de Laurel et Hardy.

## Synopsis
Spanky est amené par ses parents chez le photographe pour se faire « tirer le portrait ». Pendant que le photographe fait l'article à Spanky et ses parents, les Petites Canailles visitent le studio et le laboratoire du pauvre Otto Phocus.
Spanky est pour le moins peu coopératif et refuse de suivre les injonctions de l'artiste photographe qui tient à lui faire prendre la pose. Il faudra beaucoup de patience à Otto Phocus et l'intervention de ses parents pour réussir enfin à obtenir une pose acceptable. Las, le passage des Petites canailles ayant conduit à voiler la plaque photographique tous ces efforts ne seront pas récompensés...

## Fiche technique
- Titre original : Wild Poses
- Réalisation : Robert F. McGowan
- Photographie : Francis Corby
- Montage : William H. Terhune
- Ingénieur du son : Harry Baker
- Producteur : Hal Roach
- Société de production : Hal Roach Studios
- Société de distribution : Metro-Goldwyn-Mayer
- Pays d’origine : États-Unis
- Langue : anglais
- Format : Noir et blanc - 35 mm - 1,37:1  -  sonore
- Genre : comédie
- Longueur : deux bobines
- Date de sortie : 
  - États-Unis : 28 octobre 1933

## Distribution
- George 'Spanky' McFarland : Spanky
- Gay Seabrook : la mère de Spanky
- Emerson Treacy : le père de Spanky
- Matthew 'Stymie' Beard : Stymie
- Franklin Pangborn : Otto Phocus, le photographe

Reste de la distribution non créditée :
- Georgie Billings : Darby
- Tommy Bond : Tommy
- Jerry Tucker :
- Stan Laurel : lui-même déguisé en bébé
- Oliver Hardy : lui-même déguisé en bébé

## Autour du film
Il y a une sacrée coïncidence dans le choix du nom du photographe : Otto Phocus sonne aujourd'hui comme autofocus alors que ce procédé technique de mise au point automatique appliqué à la photographie n'existait pas encore à l'époque où a été tourné le film. Il existait des procédés permettant de s'affranchir de faire la mise au point (Fix focus ou self focus) mais il s'agissait d'objectifs peu lumineux réglés sur l'hyperfocale et donc d'absence de mise au point.

Le film est connu pour être un caméo de Laurel et Hardy. Dans l'introduction, un plan de dix secondes nous montre Stan Laurel et Oliver Hardy déguisés en bébés. Assis sur un fauteuil géant, bébé-Stan tient un énorme biberon qui intéresse bébé-Hardy. Lorsqu'il s'en saisit, Stan lui enfonce son doigt dans l'œil à la manière habituelle de se chamailler de Laurel et Hardy.

Le procédé utilisé pour donner l'illusion (tout en restant peu réaliste et crédible car représentant en soi l'effet comique) d'avoir affaire à des bébés est la disproportion du décor (ici limité à un fauteuil, le bord du cadre d'un tableau et un biberon) face aux acteurs et avait déjà été employé notamment dans Les Bons petits diables (Brats) de James Parrott en 1930. On peut noter qu'Oliver a rasé sa moustache pour l'occasion.